# Bidak
Bidak (em persa: بيدك, também romanizada como Bīdak; também conhecida como Qaşr-e Bīdak) é uma aldeia do distrito rural de Bidak, no condado de Abadeh, na província de Fars, Irã.
Segundo o censo de 2006, sua população era de 2 479, em 598 famílias.